# Dmitri Rogatchev (375)
Le Dmitri Rogatchev (375) (russe : Дмитрий Рогачёв) est un patrouilleur de la classe Vassili Bykov en service dans la marine russe. Il doit son nom au contre-amiral Dmitri Dimitrievitch Rogatchev (1895-1963), militaire de la guerre civile russe et de la Seconde Guerre mondiale.

## Historique
Comme son sister-ship Vassili Bykov, le Dmitri Rogatchev est construit dans le chantier naval naval de Zelenodolsk (Tatarstan), en Russie. Sa construction commence le 25 juillet 2014 et s'achève à la fin de 2017. Il effectue des essais en mer durant l'année 2018, alternant entre les ports de Novorossiïsk et de Sébastopol.
Il est assigné à la flotte du mer Noire le 11 juin 2019, avec comme port d'attache la base navale de Novorossiïsk.
Le 6 février 2020, il participe avec plusieurs autres navires de guerre à divers exercices en Méditerranée en rapport avec les mines marines.
Le 16 janvier 2021, le Dmitri Rogatchev rejoint officiellement l'escadre permanente de la Méditerranée — le plus grand groupe opérationnel russe durant son intervention dans la guerre civile syrienne.
En juin 2021, il retourne dans la flotte de la mer Noire après avoir surveillé les navires de l'OTAN : le Defender de la marine britannique et l'Evertsen de la marine royale néerlandaise en route vers le port ukrainien d'Odessa, où ils effectuèrent des exercices conjoints avec la marine ukrainienne. Le troisième navire de sa classe, le Pavel Derjavine, rejoindra le groupe d'observation au large des côtes ukrainiennes.
En novembre 2021, la corvette est déployée au large des côtes algériennes dans le cadre d'un exercice conjoint entre les marines russe et algérienne.
Quelques jours avant le déclenchement de l'invasion russe de l'Ukraine, le Dmitri Rogatchev, alors stationné à la base navale russe de Sébastopol, transite par le Bosphore le 17 février 2022.